# Piltecknat jordfly
Piltecknat jordfly, Agrotis bigramma är en fjärilsart som beskrevs av Eugen Johann Christoph Esper 1790. Enligt Catalogue of Life är det vetenskapliga namnet istället Agrotis crassa,  beskriven med det namnet av Jacob Hübner. Piltecknat jordfly ingår i släktet Agrotis och familjen nattflyn, Noctuidae. Arten förekommer tillfälligt i Sverige och noterades första gången i landet 2004 på Öland. Efter det är arten funnen i de sydostligaste landskapen, Skåne, Blekinge, Öland och Gotland. I Finland är situationen ungefär den samma, det vill säga funnen regelbundet men sällsynt i sydligaste delen av landet. Arten har noterats i Egentliga Finland, Nyland och Södra Karelen. Inga underarter finns listade i Catalogue of Life.

## Bildgalleri

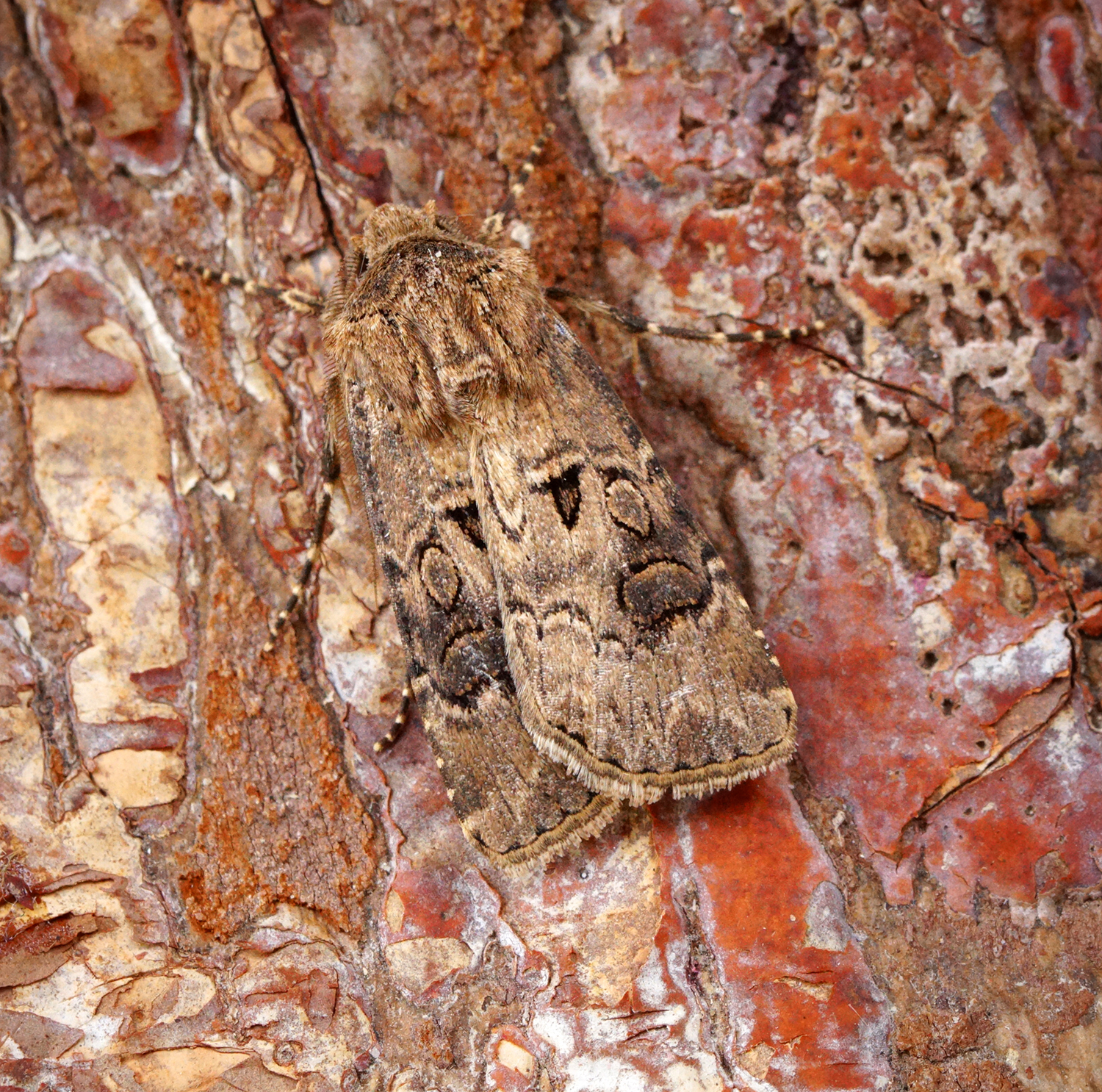
Imago fjäril
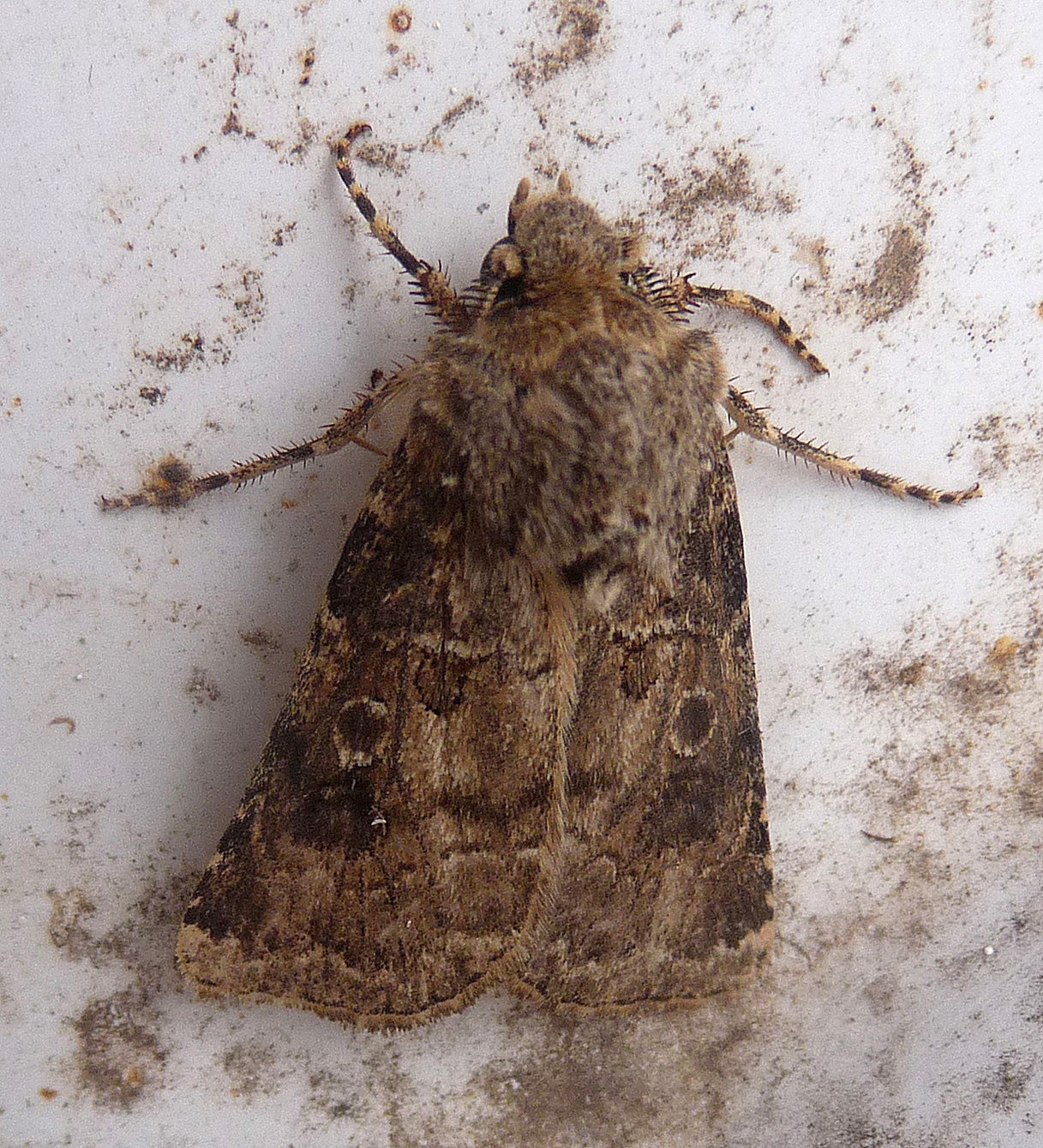
Imago fjäril
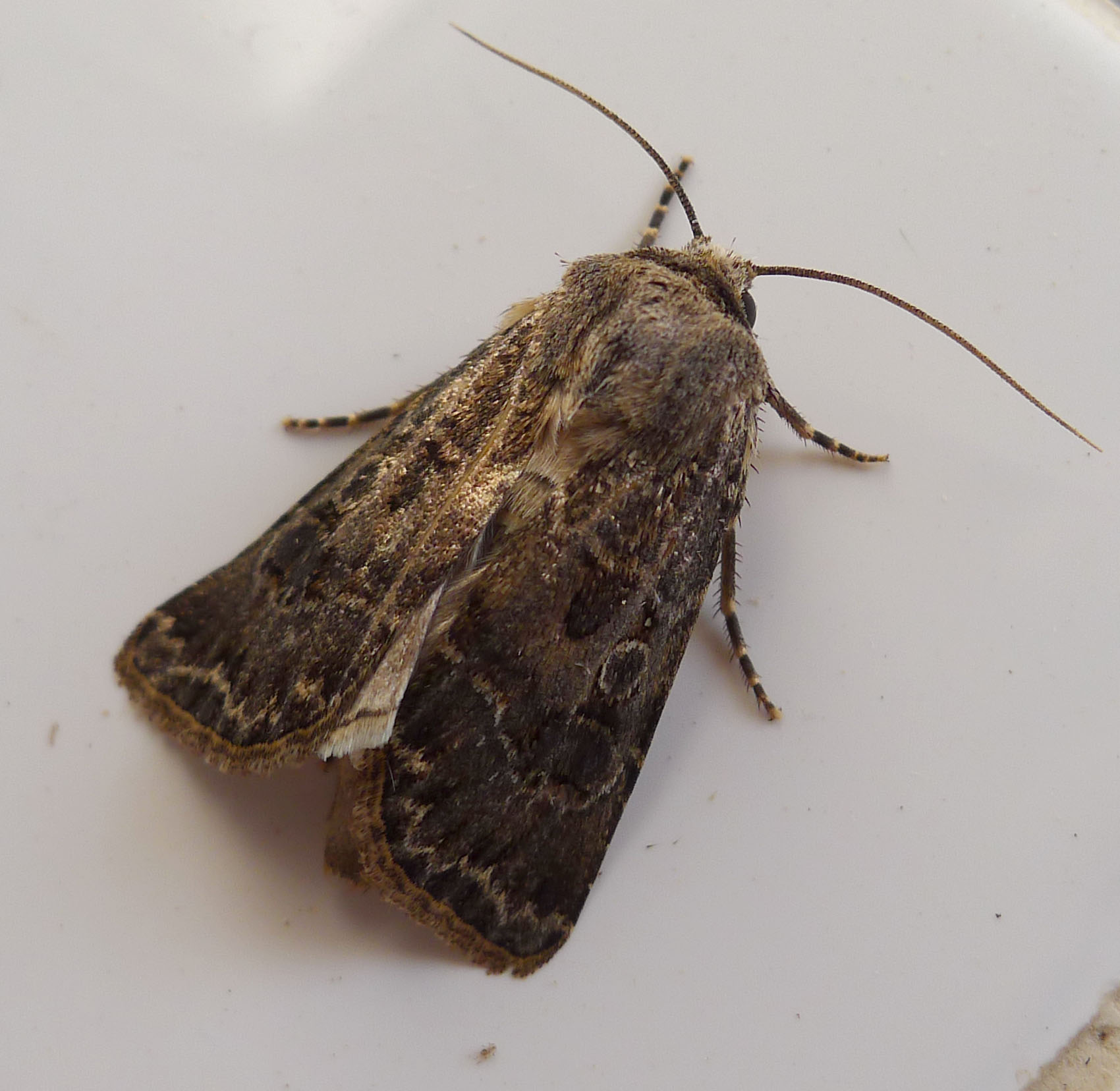
Imago fjäril
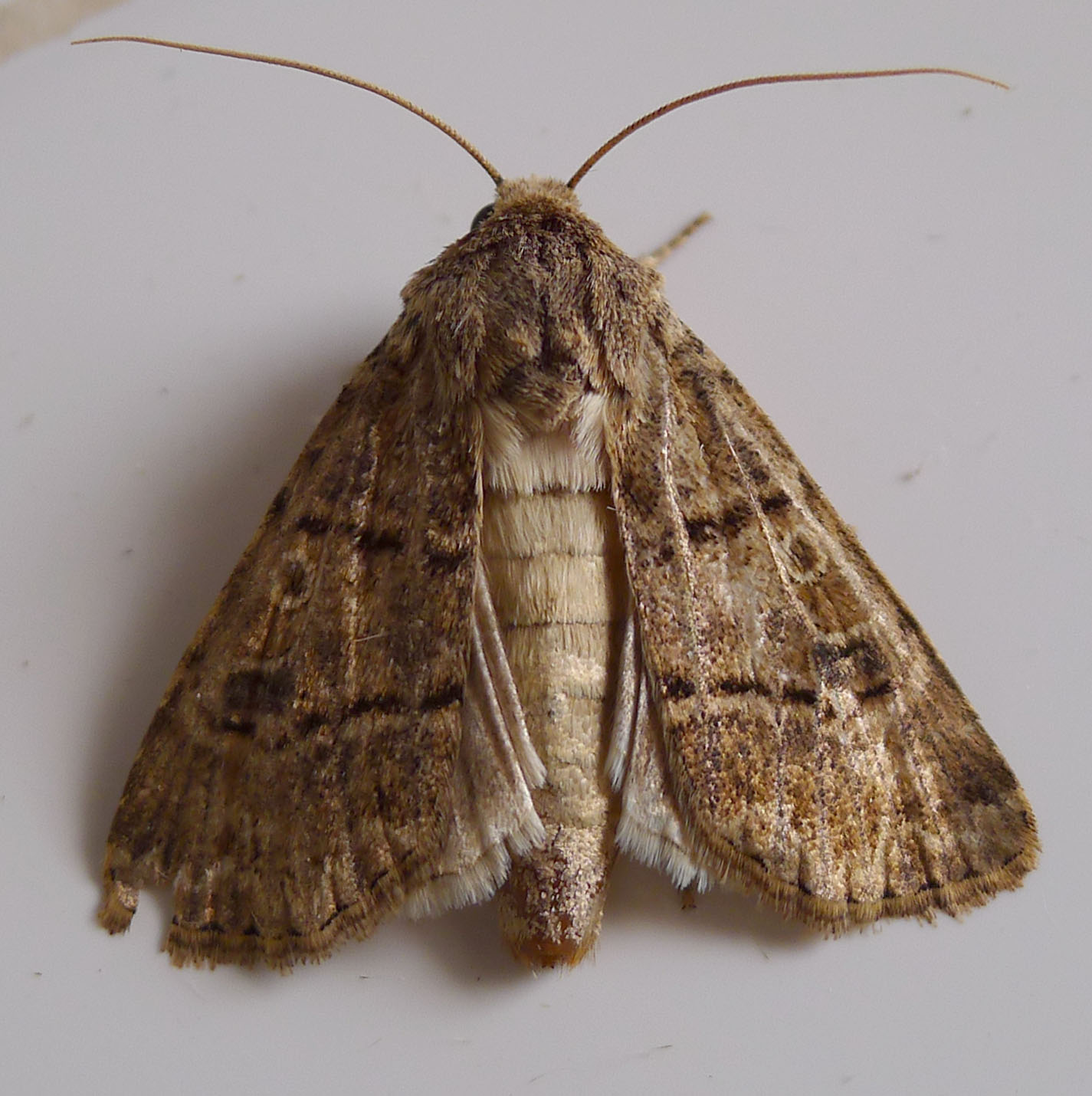
Imago fjäril
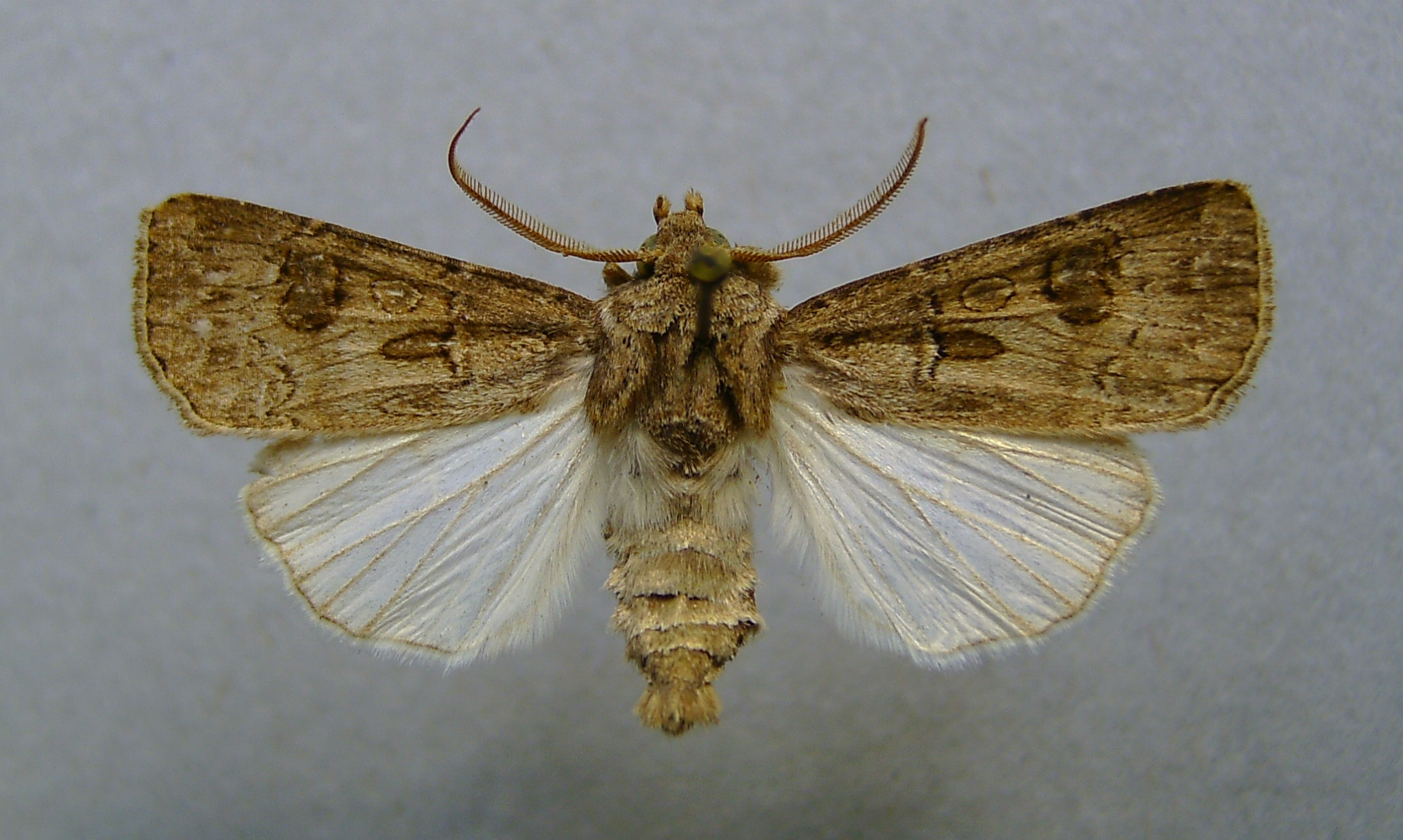
Preparerad (uppnålad) imago fjäril.